# Fischbrunnen (Pasing)
Der Fischbrunnen ist eine kleine Brunnenanlage im Münchener Stadtteil Pasing. Er wurde 1938 von dem Pasinger Bildhauer Hans Osel im Zusammenhang mit dem Umzug des Pasinger Viktualienmarktes in den Hof der neu errichteten Markthalle geschaffen.
Die Idee eines Marktbrunnens stammt aus der Gründungszeit des Marktes im Jahr 1907. Fehlende finanzielle Mittel, die den Bau eines steinernen Brunnens nicht zuließen, führten schließlich am alten Standort des Marktes auf dem Pasinger Marienplatz zur Errichtung einer provisorischen Anlage aus Holz.
Beim Umzug des Marktes in die Hindenburgstraße (heute: Bäckerstraße) und der Neuerrichtung der Markthalle entstanden Pläne, auch am neuen Standort wieder eine Brunnenanlage aufzustellen. Als am 2. Oktober 1937 die neue Markthalle eröffnet wurde, beauftragte man den Bildhauer Hans Osel, für deren Hof einen steinernen Brunnen zu entwerfen.
Osel schuf ein polygonales Brunnenbecken. In dessen Mitte befindet sich eine steinerne Stele, in der an allen vier Seiten langgestreckte Wasserspeier eingelassen sind. Abgeschlossen wird die Stele mit einer bronzenen Kinderfigur, dem so genannten „Brunnenbuberl“. Sie stellt einen kleinen, lockenköpfigen Jungen dar, der in beiden Händen zwei Fische feilhält. Osel griff mit dem Motiv die Funktion der Umgebung bildlich auf.